# Катрин Уеб (писателка, 1977)
Вижте пояснителната страница за други личности с името Катрин Уеб.
Катрин Уеб (на английски: Katherine Webb) е английска писателка на бестселъри в жанр исторически роман и трилър.

## Биография и творчество
Катрин Уеб е родена през 1977 г. в Кент, Англия. Израства в Хампшър. Учи история в Университета Дърам и завършва през 1998 г. Работи като сервитьорка, личен асистент, книговезец, домашна помощница, асистент в библиотеката и продавач на приказни костюми. Живее известно време живее в Лондон, Венеция и Бъркшър. Заедно с работата си пише романи, като преди първата си публикация има 7 завършени ръкописа.
През 2010 г. е публикуван първия ѝ роман „Наследството“. Той става международен бестселър.
Произведенията на писателката са преведени на 27 езика по света.
Катрин Уеб живее в близо до Бат, Уилтшър, Англия.

## Произведения

### Самостоятелни романи
- The Legacy (2010)
Наследството, изд. „СББ Медиа“ (2014), прев. Лидия Шведова
- The Unseen (2011)
- A Half-Forgotten Song (2012)
- The Misbegotten (2013)
- The Night Falling (2014)
И настана мрак, изд. „Арт Етърнал Дистрибушън“ (2017), прев. Володя Първанов
- The English Girl (2016)
- The Hiding Places (2017)

### Сборници
- Out Of Time (2012) – с Шарлът Бетс, Джулиан Добинс, Джонатан Дод, Мел Гердес, Джон Хогард, Крис Маккормак, Памела Фейзант, Джон Потър и Аби Тод